# Associazione Sportiva Lucchese Libertas 1905
A Associazione Sportiva Lucchese Libertas 1905 é um time de futebol italiano da cidade de Lucca, na região da Toscana.

## História
O clube teve duas passagens pela Série A: na primeira permaneceu por três anos e na segunda, por quatro. Desde então disputou as séries B, C1 e C2. Atualmente está na Lega Pro Prima Divisione, a antiga Serie C1.
Durante o verão setentrional de 2008 foi excluída da Série C1 devido a dívidas acumuladas, decretou falência e foi substituído pela Società Sportiva Dilettantistica Sporting Lucchese, que foi admitida na Série D para a temporada de 2008-09. Em sua primeira temporada, o time ganhou o Grupo E da divisão, conquistando o direito de jogar na Lega Pro Seconda Divisione na temporada seguinte. Nesse meio-tempo o dono da Sporting Lucchese adquiriu em um leilão os direitos sobre o nome Associazione Sportiva Lucchese Libertas 1905 e sobre o antigo escudo da equipe. Sob o antigo nome, a equipe conquistou seu segundo acesso consecutivo ao vencer o Grupo B da Lega Pro Seconda Divisione.